# Technische Gemeinschaft
Die Technische Gemeinschaft war eine von der DDR-Ingenieursvereinigung Kammer der Technik (KdT) in Ost-Berlin verlegte Zeitschrift. Sie wurde von 1953 bis 1990 herausgegeben und hatte den Untertitel Zeitschrift für Theorie und Praxis der freiwilligen Gemeinschaftsarbeit der technischen Intelligenz. Sie war die offizielle KdT-Mitgliederzeitschrift.
Der Bezugspreis war zugleich der Mitgliedsbeitrag der KdT, der somit über den Postzeitungsvertrieb eingenommen wurde. Hierzu war in jeder Ausgabe eine Beitragsmarke eingedruckt, die ausgeschnitten und in den Mitgliedsausweis geklebt werden konnte. 
Die Zeitschrift hatte in den 1980er Jahren eine Auflage von 290'000.